# Las fuerzas extrañas
Las fuerzas extrañas, del escritor argentino Leopoldo Lugones, es una colección de cuentos publicada en 1906.

## Reseña
A pesar de haber sido uno de los trabajos menos exitosos en ese momento, está considerado un libro pionero en el género de la ciencia ficción y la fantasía en Argentina.
Las historias giran siempre alrededor del concepto del conocimiento humano, y muchas están presentadas de forma similar: un científico que invita a un amigo o conocido a su laboratorio para que vea los resultados de sus experimentos. A veces estos terminan de forma trágica.
Jorge Luis Borges, admirador de Lugones, dijo:

Leopoldo Lugones fue y sigue siendo el máximo escritor argentino. Encarnó en grado heroico las cualidades de nuestra literatura, buenas y malas. Por un lado el goce verbal, la música instintiva, la facultad de comprender y reproducir cualquier artificio; por el otro, cierta indiferencia esencial, la posibilidad de encarar un tema desde diversos ángulos, de usarlo para la 
exaltación o para la burla.

Si tuviéramos que cifrar en un hombre todo el proceso de la literatura argentina (y nada nos obliga, por cierto, a tan extravagante reducción) ese hombre sería indiscutiblemente Lugones.

Curiosamente, muchas explicaciones pseudocientíficas de los cuentos fueron aceptadas como explicaciones científicas por la ciencia convencional años más tarde.
Tal es el caso, que en la segunda publicación del libro en el año 1926 el mismo Lugones dijo:

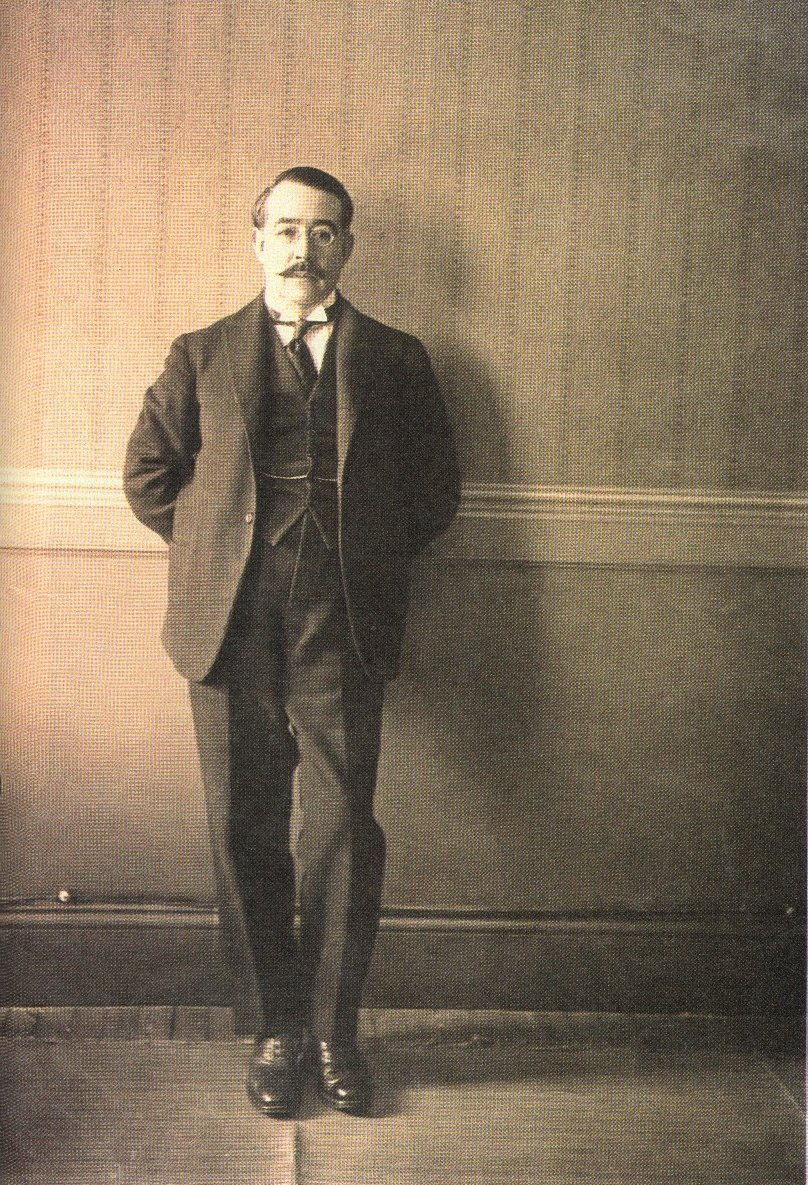
Leopoldo Lugones

Algunas ocurrencias de este libro, editado veinte años ha. Aunque varios de sus capítulos corresponden a una época más atrasada todavía, son corrientes ahora en el campo de la ciencia. Pido, pues, a la bondad del lector la consideración de dicha circunstancia, desventajosa para el interés de las mencionadas narraciones.

## Contenido
Los 12 cuentos son:
- La fuerza omega
- La lluvia de fuego
- Un fenómeno inexplicable
- El milagro de San Wilfrido
- El escuerzo
- La metamúsica
- El origen del Diluvio
- Los caballos de Abdera
- Viola Acherontia
- Yzur
- La estatua de sal
- El Psychon

Entre estas historias, las más notables son: "La fuerza Omega", que trata del poder del sonido; "La metamúsica", 
sobre la visualización del sonido; "Viola Acherontia", donde un jardinero intenta crear una flor capaz de matar;
"El Psychon", sobre la materialización de los pensamientos, y "El origen del diluvio", donde se describe la Tierra, específicamente sus especies, y el paisaje antes del diluvio.
En la literatura de la época había una tendencia a usar monos como protagonistas, probablemente debido a las, en ese entonces contemporáneas, formulaciones de Charles Darwin sobre la evolución. En el libro hay dos cuentos estrechamente relacionados con monos: "Un fenómeno inexplicable", en donde un inglés descubre, horrorizándose, que su sombra es un mono, e "Yzur", en donde el narrador cuenta sobre sus intentos de hacer hablar a un mono.